# Maria Montoya Martinez

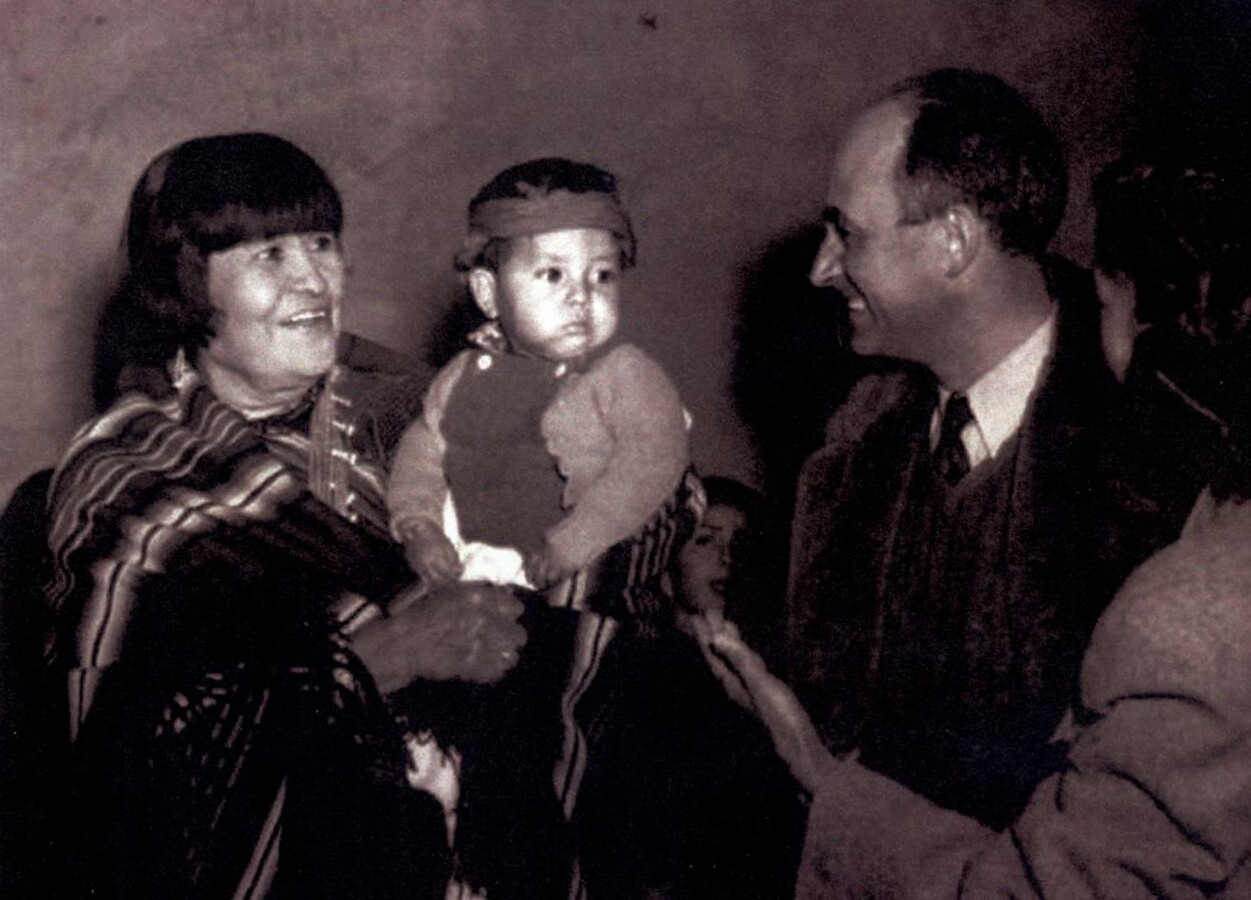
Maria Martinez, zusammen mit dem Physiker Enrico Fermi, ca. 1948

Maria Montoya Martinez oder Maria Poveka Montoya, nach ihrem Tewa-Namen Po-Ve-Ka („Wasserlilie“), (* 1885 in San Ildefonso Pueblo, New Mexico; † 20. Juli 1980 ebenda) war eine indianische Keramik-Künstlerin und Töpferin, international bekannt für ihren Stil der „Schwarz-auf-Schwarz-Keramik“. Ihre Arbeiten sind auf dem Markt mehrere Tausend US-Dollar pro Stück wert und in vielen Museen zu sehen.

## Leben

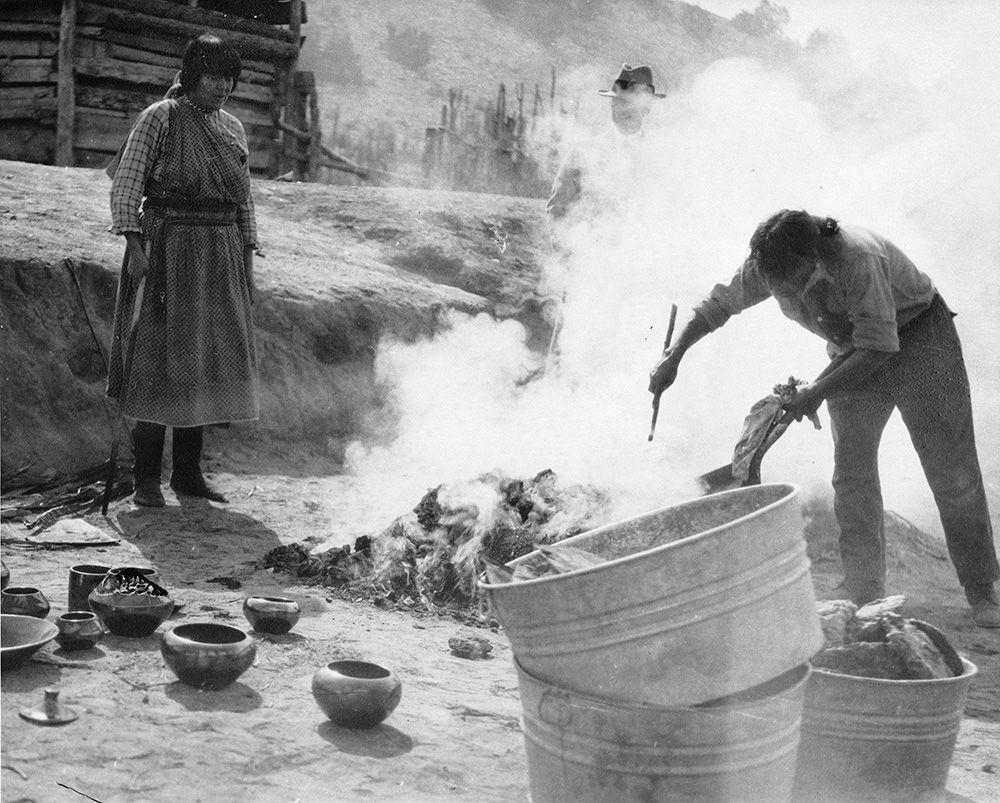
María und Julián Martinez beim Brennen schwarzer Keramik im San Ildefonso Pueblo (P'ohwhóge Owingeh), ca. 1920

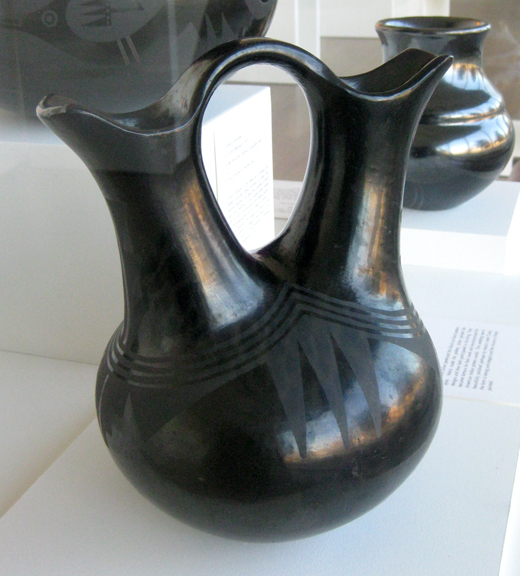
Wedding Vase, Schwarz-auf-Schwarz-Keramik, Maria und Julian Martinez, ca. 1929, Sammlung des Fred Jones Jr. Museum of Art in Norman, OK

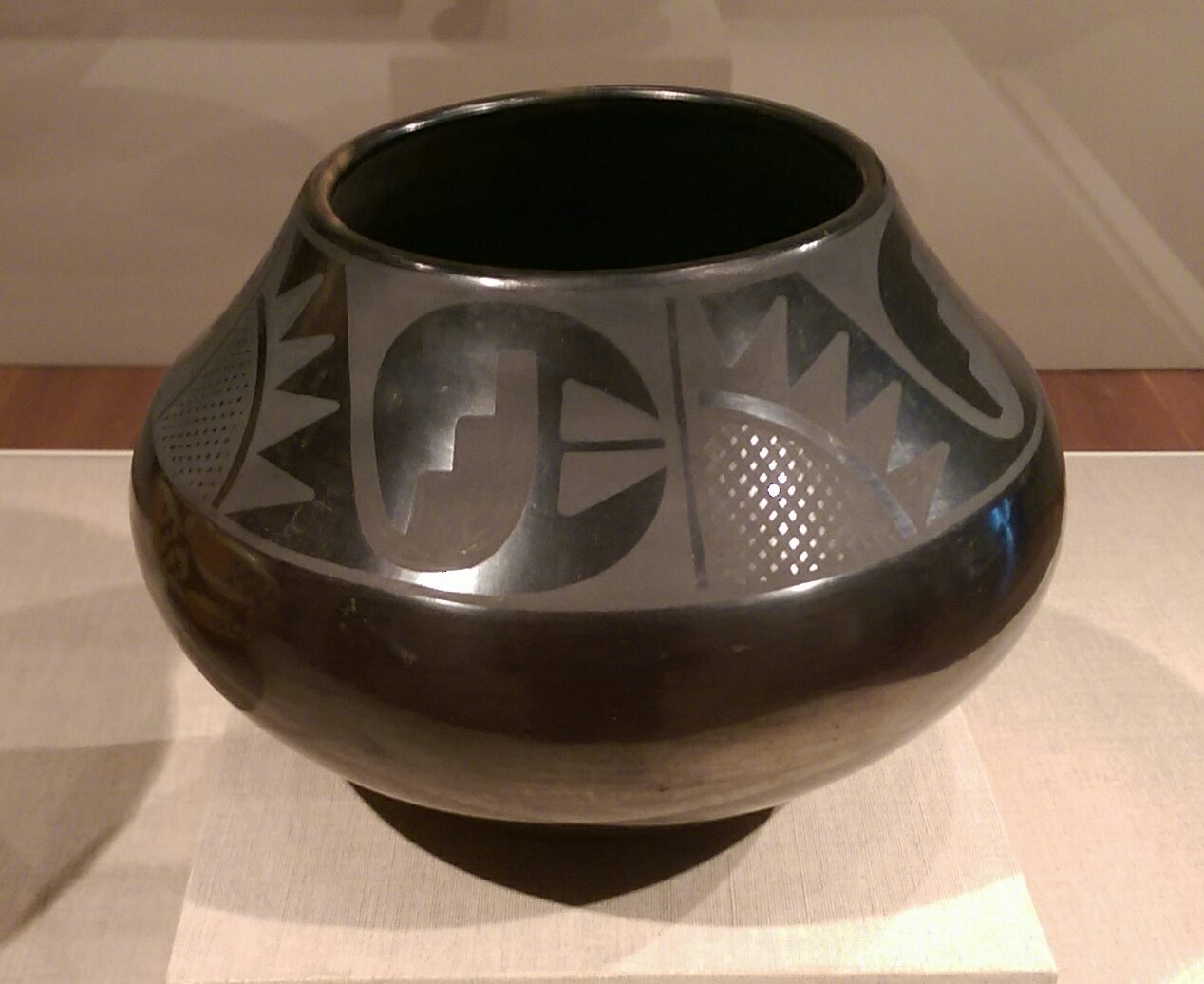
Pot, Schwarz-auf-Schwarz-Keramik, Maria Martinez, ca. 1945, Sammlung des de Young Museum in San Francisco, CA

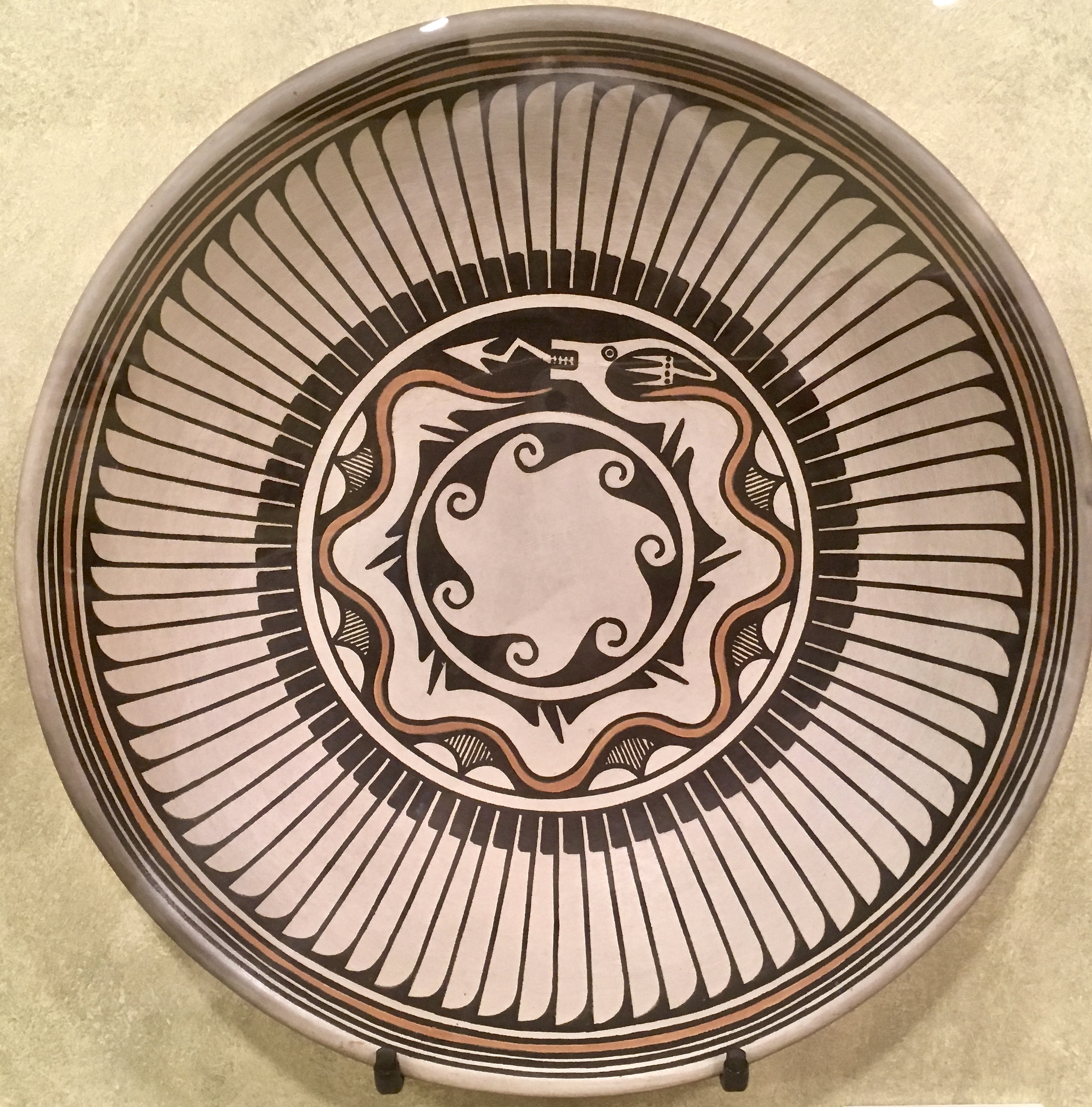
Avanyu-Teller, polychrome Keramik, Maria Martinez und Popovi Da, 1969, Sammlung des Millicent Rogers Museum in Taos, NM

Maria wurde als Tochter von Tomas und Reyes Pena Montoya geboren und hatte vier Schwestern: Maximiliana (Ana), Juanita, Desideria, und Clara. Maria war das mittlere Kind. Maria und alle ihre vier Schwestern lernten das Töpfern bei ihrer Tante Nicolasa Peña Montoya, wobei Maria besonders künstlerisches Talent zeigte. Da eine frühere Tradition von polierter schwarzer Keramik zu dieser Zeit verloren gegangen war, produzierten sie polychrome Stücke.
1904 heiratete Maria Montoya den ebenfalls aus San Ildefonso stammenden Aquarellmaler Julian Martinez. Er begann Designs auf ihre polychromen Keramiken zu malen. Beider Talent wurde von Edgar Lee Hewett, dem Gründer und Direktor des Museum of New Mexico in Santa Fe, gefördert. Angloamerikanischen Künstler und Intellektuelle jener Zeit entwickelten ein großes Interesse daran, den Pueblo-Völkern dabei zu helfen, verlorene Künste wiederzubeleben und die Qualität ihrer Kreationen zu verbessern. Dies geschah auch vor dem Hintergrund, dass im Laufe des 19. Jahrhunderts spanisches Zinngeschirr und angloamerikanisches Emaillegeschirr im Südwesten verfügbar geworden war, was die Herstellung traditioneller Koch- und Serviergefäße aus Keramik weniger notwendig machte. Als Hewett während einer Ausgrabung im Jahr 1908 Stücke von schwarzgemusterterm weißem Irdengut entdeckte (im Englischen als biscuit ware oder bisque bezeichnet, für Sinterkeramik ist das entsprechend Biskuitporzellan) ermunterte er das Paar diesen Stil und die Technik nachzuarbeiten. Seine Absicht war es, die nachgebildeten Töpfe in Museen zu platzieren und so die alte Kunstform zu erhalten.:90
1912 begann das Ehepaar mit der Herstellung polierter schwarzer Töpferwaren, indem sie mit einer Brenntechnik experimentierten, die in einer traditionellen Pueblo-Feuergrube im Freien oder einem handgefertigten Brennofen durchgeführt wurde und rote Tontöpfe in tiefes Schwarz verwandelte. Bei dieser Methode wird der Sauerstoffgehalt während des Brennens reduziert, indem die Flammen teilweise mit Tonscherben und getrocknetem Kuh- oder Pferdemist erstickt werden. Die daraus resultierende kühlere Brenntemperatur bewirkt, dass sich die Töpfe schwarz färben. Das Polieren vor dem Brennen und Dekorieren war dabei ein in die Wochen gehender Prozess des Glättens mit einem Polierstein.:173
Durch Versuch und Irrtum entwickelten Maria und Julian Martinez dann auch die „Schwarz-auf-Schwarz-Keramik“, bei der mattschwarze Motive auf poliertem schwarzen Untergrund zu sehen sind. Es war dabei ein langer Prozess des Experimentierens, um neben dem Schwärzen des roten Tons auch den Kontrast von matt und poliert zu erzeugen. Maria  Martinez Ansatz war, dass „ein ungebranntes poliertes rotes Gefäß mit einem roten Schlicker auf der Politur bemalt und dann in einem langsam brennenden, rauchendem Feuer bei relativ kühler Temperatur gebrannt einen tief glänzenden schwarzen Hintergrund mit mattschwarzem Dekor ergeben würde“.:36 Scherben und Schaf- und Pferdemist, die außen und innen um den Lehmofen im Kiva-Stil platziert wurden, verliehen dem Topf dabei ein glatteres, mattes Aussehen.:20  Auch das Brennen war ein sehr langwieriger Prozess, der zusätzlich zu den monatelangen Vorbereitungen Stunden am Tag des Brennens in Anspruch nehmen würde. Sie erhielt oft Hilfe von ihrem Mann oder ihren Kindern. Das Brennen musste früh am Morgen an einem klaren, ruhigen Tag erfolgen, wenn der Wind den Prozess nicht behinderte.
Lange Zeit war Martinez mit dem Ergebnis ihrer Arbeit unzufrieden und zeigte sie niemandem.:90 1918 stellten sie und Julian den ersten Topf mit einem matt-schwarzen Hintergrund und einem polierten Avanyu-Muster fertig. Die gehörnte Wasserschlange, ein häufiges Motiv steht dabei „für das erste Rauschen des Wassers, das nach einem Gewitter einen Arroyo hinunterfließt, ein Symbol für Danksagung und für Wasser und Regen“.:91 Viele von Julian Martinez' Dekors sind Muster, die von alten Gefäßen der Pueblos übernommen wurden, darunter Vögel, Fährten von Rennkuckucken-Spuren, Regen, Federn, Wolken, Berge und Zickzacklinien oder Kiva-Stufen.
Die früheste Aufzeichnung über eine Schwarz-auf-Schwarz-Keramik in einer Ausstellung ist für Juli 1920 im New Mexico Museum of Art dokumentiert.
Obwohl die Arbeit in vielen Dimensionen eine Kollektivanstrengung war, war Maria Martinez der kreative und handwerkliche Kern. Sie gewann Preise und präsentierte ihre Keramiken auf Weltausstellungen. 1973 erhielt sie eine Förderung des  National Endowment for the Arts, um einen Martinez-Töpferworkshop zu finanzieren.:81 Julian und Maria arbeiteten bis zu Julians Tod im Jahr 1943 gemeinsam an ihren Töpferwaren. Danach half die Frau ihres Sohnes Adam, Santana, bei der Bemalung von Marias Töpferwaren; später tat dies auch ihr anderer Sohn, Popovi Da. Er war ein ungewöhnlich talentierter Künstler, der später seine eigenen Töpferwaren herstellte und der erste zeitgenössische Pueblo-Keramikkünstler wurde, der seine Gefäße mit Türkisen einlegte. Der Sohn von Popovi und seiner Frau Anita Da, Tony Da, führte die Innovation seines Vaters fort, Töpferwaren mit Intarsien zu verzieren, indem er Türkise, geschmiedetes Silber und Muschelperlen hinzufügte.

## Nachleben
Martinez hatte ihr Wissen und Können an viele andere weitergegeben, darunter ihre Familie, andere Frauen im Pueblo und Studenten in der Außenwelt. Als junges Mädchen hatte sie gelernt, Töpferin zu werden, indem sie ihrer Tante Nicolasa beim Töpfern zusah. Während der Zeit, in der sie das entwickelte, was wir heute als den San-Ildefonso-Stil der traditionellen Töpferei kennen, lernte sie viel von Sarafina Tafoya, der Töpfermatriarchin des benachbarten Santa Clara Pueblo. Als sie 1932 von der staatlichen Indianerschule in Santa Fe gebeten wurde, zu unterrichten, lehnte Martinez dies ab: „Ich komme und arbeite und sie können zusehen“, erklärte sie. Ihre Familienmitglieder hatten sie nicht unterrichtet, und sie selbst würde es auch nicht tun – „niemand unterrichtet.“
Andere Töpfer des San Ildefonso Pueblo, die Marias Erbe der außergewöhnlichen Qualität weiterführten, waren Blue Corn (Crucita Calabaza) und Rose Cata Gonzales aus dem San Juan Pueblo, die einen Mann aus San Ildefonso heiratete und dafür bekannt wurde, tief geschnitzte Töpferwaren in San Ildefonso einzuführen. Unter den vielen herausragenden heutigen Tonkünstlern des Pueblo – einige arbeiten in Polychromie und anderen Stilen – sind Marias Urenkelin Barbara Gonzales, Barbaras Sohn, Cavan Gonzales, und Rose Gonzales' Großneffe Russell Sanchez.
Judy Chicago widmete Martinez eine Inschrift auf den dreieckigen Bodenfliesen des Heritage Floor ihrer 1974 bis 1979 entstandenen Installation The Dinner Party. Die mit dem Namen Maria Montoya Martinez beschrifteten Porzellanfliesen sind dem Platz mit dem Gedeck für Sacajawea zugeordnet.

## Werke
Maria Martinez signierte ihre Kreationen über die Zeit  unterschiedlich, was auch eine Datierung ermöglicht. Die ältesten Arbeiten zwischen 1918 und 1923 sind unsigniert. Zwischen 1923 und 1925 sind die Stücke mit „Marie“ signiert.:64 Martinez ging davon aus, dass diese Namensversion beliebter sei als der Name „Maria“. Julian Martinez signierte zunächst nicht mit, da Töpfern im Pueblo immer noch als Frauenarbeit galt.:4 Nach 1925 war „Marie + Julian“ die offizielle Signatur auf allen Töpferwaren bis zu Julian Martinez' Tod im Jahr 1943. Von 1943 bis 1954 sammelten Marias Sohn Adam und seine Frau Santana Ton, wickelten, polierten, dekorierten und brannten Keramik mit Maria. Adam übernahm die Aufgabe seines Vaters, die Dekorationen zu malen. „Marie + Santana“ wurde die neue Signatur auf den Töpfen. Als ihr Sohn Popovi Da anfing, an der Seite seiner Mutter zu arbeiten, begann Maria, sich auf den Töpferwaren als „Maria“ zu bezeichnen. Um 1956 begannen sie, ihre Stücke als „Maria + Poveka“ und „Maria / Popovi“ zu signieren.
Ihre Keramiken sind in einer Vielzahl von Museen aufgenommen:
- Brooklyn Museum[16]
- Cincinnati Art Museum[17]
- Cleveland Museum of Art[18]
- Crocker Art Museum[19]
- Denver Art Museum[20]
- Everson Museum of Art[21]
- Gilcrease Museum[22]
- Institute of Texan Cultures[23]
- Jesse Peter Multicultural Museum[24]
- Millicent Rogers Museum[25]
- Minneapolis Institute of Art[26]
- Museum of Fine Arts, Boston[27]
- Museum of Fine Arts, St. Petersburg[28]
- Museum of Modern Art[29]
- National Museum of the American Indian[30]
- National Museum of Women in the Arts[31]
- Portland Art Museum[32]
- Smithsonian American Art Museum[33]
- Toledo Museum of Art[34]
- University of Michigan Museum of Art[35]